# NGC 1848
NGC 1848 (другое обозначение — ESO 56-SC68) — звёздная ассоциация в созвездии Столовой Горы, расположенная в Большом Магеллановом Облаке. Открыта Джоном Гершелем в 1834 году. Описание Дрейера: «не очень плотное скопление, содержит звёзды от 9-й величины». Возраст скопления составляет около 27 миллионов лет и значительно отличается при различных методах оценивания. Избыток цвета B−V, вызванный межзвёздным покраснением, составляет 0,16m.
Этот объект входит в число перечисленных в оригинальной редакции «Нового общего каталога».